# VZ HGe 4/4
Die VZ HGe 4/4 11–15 sind eine Serie von Meterspur-Elektrolokomotiven für den gemischten Adhäsions- und Zahnradbetrieb und hochgespannten Wechselstrom von 11'000 Volt 16 2⁄3 Hertz, die von der damaligen Visp–Zermatt-Bahn (VZ) beschafft wurden.

## Geschichte
Die Maschinen wurden in den Jahren 1929 und 1930, anlässlich der Elektrifizierung der Bahnstrecke Visp–Zermatt und der 1930 neu eröffneten, von Anfang an elektrisch betriebenen Bahnstrecke Brig–Visp, in Betrieb gesetzt. 1962 benannte sich die Visp-Zermatt-Bahn in Brig-Visp-Zermatt-Bahn (BVZ) um und bezeichnete die Maschinen entsprechend als BVZ HGe 4/4 11–15. Allerdings blieb dabei die in Chrombuchstaben gehaltene Beschriftung VZ an den Lokomotiven selbst unverändert. 2003 wurde die nun als Brig-Visp-Zermatt-Bahn bezeichnete Eisenbahngesellschaft Teil der Matterhorn-Gotthard-Bahn (MGB). Nach der Fusion von BVZ und FO gingen alle verbliebenen Loks in den Bestand der neuen MGB über. Die Lokomotiven werden seit der Inbetriebnahme der BVZ HGe 4/4II als HGe 4/4I bezeichnet.

## Technik
Die VZ entschied sich 1929 nach den Erfahrungen der ebenfalls meterspurigen Rhätischen Bahn für eine Elektrifizierung mit 11'000 Volt 16,7 Hertz Wechselstrom.
Um die Gewichtsvorgaben – der Unterbau liess eine maximale Dienstmasse von 47 Tonnen zu – einhalten zu können, wurden die VZ-Lokomotiven 11–15 mit einem Lokomotivkasten aus Aluminium sowie einem leichteren, luft- statt ölgekühlten Transformator ausgestattet. Alu-Leichtbau und der luftgekühlte Transformator waren damals im Schienenfahrzeugbau ein Novum. In den Vorbauten an beiden Enden sind Hilfsaggregate untergebracht. Weiter verfügt die Lokomotive über ein mittels zwei Türflügeln zu öffnendes kleineres Gepäckabteil, welches vor allem für die Beförderung von Expressgut genutzt wurde.
Obwohl die zwei grossen und markanten Vorbauten den Lokomotiven im Volksmund die Bezeichnung «VZ-Krokodil» einbrachten, handelt es sich hier im Gegensatz zu den SBB Ce 6/8II und RhB Ge 6/6I konstruktiv bereits um moderne Drehgestell-Lokomotiven mit einem einteiligen Brückenrahmen, auf welchem Lokomotivkasten und Vorbauten fix montiert sind. Die Lokomotiven werden somit innerhalb der Krokodil-Lokomotiven-Diskussion als sog. «unechtes Krokodil» bezeichnet.

### Drehgestelle
Die Lokomotiven besitzen zwei zweiachsige Drehgestelle mit einem kurzen Radstand und einem kombinierten Antrieb. Die beiden ausserhalb der beiden Triebachsen liegenden Motoren arbeiten gleichzeitig und untrennbar auf die jeweilige Antriebsache und dessen Triebzahnrad. Die Zug- und Stossvorrichtungen – das heisst Puffer, Zughaken und Kupplungslasche – sind jeweils direkt mit dem Drehgestellrahmen verbunden, was bei engen Kurvenradien Vorteile mit sich bringt. Im Gegensatz dazu werden diese Vorrichtungen heute bei Drehgestelllokomotiven in der Regel am Lokomotivkasten befestigt. Die bei der Beförderung von Zügen auftretenden Zug- und Druckspannungen wirken im Normalbetrieb im Falle dieser Lokomotiven, da diese in der Regel an der Zugspitze eingesetzt wurden, zunächst direkt auf das in Fahrtrichtung hintere Drehgestell. Erst über eine zentrale kugelige Drehpfanne werden die Kräfte auf einen aus kräftigen, genieteten Profilen bestehenden Brückenrahmen und von dort auf das vordere Drehgestell übertragen.

## Verbleib
Von den fünf Lokomotiven ist nur die Nummer 15 erhalten geblieben, sie war bis 2015 im Winter mit Schneeräumkompositionen im Einsatz. Anschliessend musste sie abgestellt werden, da die Revisionsfristen abgelaufen waren, der Umformer einen Defekt hatte und die Radreifen auf das Minimum heruntergefahren waren. Im Dezember 2016 wurde sie ins Depot Göschenen überführt, wo das Fahrzeug mit Stand 2020 defekt abgestellt ist. Die Lokomotive Nummer 15 wurde zwischenzeitlich vom Verein MGBahn-Historic übernommen.